# Adolf ten Hompel
Adolf ten Hompel (* 15. Juni 1874 in Recklinghausen; † 5. Dezember 1943 in Münster) war ein deutscher Rechtsanwalt, Notar und völkischer Schriftsteller.

## Leben
Nach der Ausbildung am Humanistischen Gymnasium in Recklinghausen und dem Studium an den Universitäten Freiburg, Würzburg, Berlin und Göttingen war er Rechtsanwalt und Notar. Als völkischer Schriftsteller schrieb er unter den Pseudonymen Wahroder ten Hompel, Hermann Wahroder, Dr. Alpha, Athanasius, Wicking ten Hompel.
1906/07 war er der Kopf einer Laieninitiative, die eine Reform der kirchlichen Buchzensur forderte und als Anti-Index-Liga bezeichnet wurde.
1910 war er Geschäftsführer eines Komitees, das den Philosophen Friedrich Wilhelm Foerster zu Vorträgen über die Grund- und Kernfragen der Charakterbildung nach Münster einlud. In der katholischen Presse wurde in Frage gestellt, ob der Protestant Foerster „der richtige Mann ist“, um „in dem zu sieben Achtel katholischen Münster einen Zyklus von Vorträgen ‚über die Grund- und Kernfragen der Charakterbildung’ zu halten“, da „sich eine gediegene Charakterbildung nur auf einer religiös-konfessionellen Grundlage entwickeln“ könne und Foerster in seiner Schrift Autorität und Freiheit „irrige Auffassungen“ über die katholische Kirche vertrete.
Im Januar 1911 wurde seine Schrift Uditore Heiner und der Antimodernisteneid auf den Index librorum prohibitorum gesetzt. Kurz darauf veröffentlichte Franz Heiner die Broschüre Rechtsanwalt ten Hompel und Uditore Heiner oder Der Antimodernisteneid und die Münstersche Kulturgesellschaft. Als Reaktion auf diese Broschüre veröffentlichte Adolf ten Hompel noch im Februar 1911 die Schrift Tatsachen. Antwort auf Uditore Heiners Streitschrift. Im Mai 1911 wurde bekannt, dass sich Adolf ten Hompel nicht dem Urteil der Indexkongregation unterwirft.
Im Ersten Weltkrieg lehnte Adolf ten Hompel einen Verständigungsfrieden ab: Als die Zentrumspartei 1917 im Reichstag der Friedensresolution zustimmte, kritisierte er sie in einer Artikelserie der Rheinisch-Westfälischen Zeitung scharf. Im November 1917 unterzeichnete er einen Aufruf der Deutschen Vaterlandspartei. Im Januar 1919 gab er bekannt, Mitglied der Deutschnationalen Volkspartei geworden zu sein. 1933 war er Mitglied des von Franz von Papen ins Leben gerufenen Großdeutschen Bundes konservativer Katholiken. Gegenüber der Reichsschrifttumskammer verwies er in der NS-Zeit mit Stolz darauf, dass er vor Alfred Rosenberg, dessen Hauptwerk am 7. Februar 1934 auf den Index gesetzt wurde, „der einzige indicierte Laie Deutschlands“ gewesen sei.

## Familie
Einer seiner Brüder war Rudolf ten Hompel. Der Schwiegervater von Adolf ten Hompel war der Apotheker August Strunk (1846–1919), Ehrenbürger der Stadt Recklinghausen. Zu seinen Schwagern gehörten der Dominikanerpater Innozenz Maria Strunk (1875–1951), der Berliner Pfarrer Wilhelm Strunk (* 1877) und der Maler Carl Strunk. Ein Sohn von Adolf ten Hompel starb 1912 im Alter von elf Monaten.

## Veröffentlichungen (Auswahl)
- Das furtum usus und die Nothwendigkeit seiner Bestrafung. Göttingen 1897, OCLC 64517024.
- Der Verständigungszweck im Recht. Ein Versuch zur Aufdeckung rechtpsychologischer Grundlinien unter besonderer Berücksichtigung der freiene Wollensbedingung und ihrer gesetzlichen Hauptfälle im Kauf auf Probe, im Vorkaufs-, Rückkaufs-, Reu-, Rücktritts-, Wahlschuld-, Wandlungs-, Einigungs- und Eintragungs-Recht. Berlin 1908, OCLC 938210830.
- Das Cölner Osterdienstags-Protokoll. ein Beitrag zur Würdigung latenter Kulturgegensätze im Katholizismus der Gegenwart. Bonn 1909.
- Über den Ursprung, die Entwicklung und Abgrenzung des Rechts. Zwei Vorträge gehalten im Westfälischen Provinzial-Verein für Wissenschaft und Kunst, sowie auf der Görresversammlung im März und im Oktober 1908. Münster 1909, OCLC 313272410.